# お月様ライト
「お月様ライト」（おつきさまライト）は、2016年10月から同年11月までNHKの『みんなのうた』で放送された曲。作詞・作曲・歌：MEGAHORN、編曲：Squid Ink。

## 概要
- 暗い夜道を帰る2人の兄弟を主人公にしたレゲエ調の楽曲であり、帰り道ずっと月がついてきて自分たちを照らしてくれている様子を不思議に思う姿を描いている。

- アニメーションは、番組3回目の登場となるmoogaboogaが制作を手掛けた。

- 初回放送から4か月後の2017年2月・3月18日の「みんなのうたリクエスト」において初めて再放送された。

- 本曲は2016年11月12日より各音楽配信サイトで配信という形でのみ販売していたが、2017年3月8日に発売されたMEGAHORNのミニアルバム「Alongside」の中に収録され初のCD化となった。